# 31956 Wald
31956 Wald este un asteroid din centura principală de asteroizi.

## Descriere
31956 Wald este un asteroid din centura principală de asteroizi. A fost descoperit pe 13 aprilie 2000 la Prescott (Arizona) de Paul G. Comba. El prezintă o orbită caracterizată de o semiaxă mare de 2,74 ua, o excentricitate de 0,03 și o înclinație de 2,3° în raport cu ecliptica.